# Гафич Максим Ярославович
Гафич Максим Ярославович (27 липня 1997, Україна) — український акордеоніст, доктор мистецтва, Лауреат всеукраїнських та численних міжнародних конкурсів, серед яких знаковими є Міжнародний конкурс «Трофей світу» («Trophee Mondial») та «Кубок світу» («Coupe Mondial»).

## Біографія
Народився 27 липня 1997 року в селищі Лисець Тисменицького р-ну Івано-Франківської обл. Музикою почав займатись в Лисецькій музичній школі (клас Бабія Романа Дмитровича), яку закінчив екстерном за півтора роки. З 2011 по 2015 займався в Івано-Франківському музичному училищі імені Дениса Січинського у викладача Романа Павловича Сича. З 2015 по 2021— у Національній музичній академії України імені Петра Чайковського у класі доцента Андрія Андрійовича Дубія. З 2018 по 2019 у приватній школі відомого французького професора, акордеоніста Фредеріка Дешампа (Frederic Deschamps). 2018-2022 – навчання в асистентурі-стажування при НМАУ ім. П. І. Чайковського (клас професора Є. І. Черказової). 2022-2024 - здобуття та захист освітньо-творчого ступеню доктора мистецтв  при НМАУ ім. П. І. Чайковського.  

## Музична кар’єра
Брав майстер-класи у відомих акордеоністів: Теодоро Анцеллотти, Фредерік Дешамп, Черказова Євгенія Іванівна, Володимир Зубицький, Володимир Рунчак. Активно бере участь у музичних проектах
та конкурсах як сольний, так оркестровий виконавець. Представляючи Україну на різних музичних аренах світу виступав з перформансами та сольними концертами у таких країнах, як Франція, Шотландія, Португалія, Німеччина, Італія, Англія, Бельгія, Литва, Сербія. 2018 року презентував музичний альбом «Maksym Hafych — Classical Accordion», включаючи класичну музику та модерну музику сучасних композиторів. Активно займається педагогічною діяльністю.

## Нагороди
- Гран-прі Міжнародного конкурсу «Citta di Lanciano» (Ланчано, Італія, 2015).
- 1 премія Всеукраинского фестивалю-конкурсу «Київські Каштани» (Київ, 2016).
- Гран-прі Міжнародного конкурсу-фестивалю «Grand Autumn Music Fest» (Київ, 2017).
- 2 премія Міжнародного конкурсу «TROPHÉE MONDIAL» (Оне́-ле-Шато́, Франція, 2017).
- Гран-прі Міжнародного конкурсу «InterSitiaz AccoMusic» (Луцьк, 2018).
- 2 премія Міжнародного конкурсу «International Open Accordion Contest» (Троссінген, Німеччина, 2018).
- 1 премія Міжнародного конкурсу (Сербія, 2018).
- 1 премія Міжнародного конкурсу «Concurso internacional de Acordeao» (Olhos de Agua, Португалія, 2018).
- 2 премія Міжнародного конкурсу «COUPE MONDIALE» (Каунас, Литва, 2018).
- 1 премія Міжнародного конкурсу «International Open Trophy-2020» / категорія «Класика, старші 18 років»   (Франція, 2020).
- Стипендіат Фонду Президента України.